# Favre Bjerg
Favre Bjerg är ett berg i Grönland (Kungariket Danmark). Det ligger i den östra delen av Grönland, 1 500 km nordost om huvudstaden Nuuk. Toppen på Favre Bjerg är 1 726 meter över havet, eller 126 meter över den omgivande terrängen. Bredden vid basen är 1,6 km.
Terrängen runt Favre Bjerg är varierad.  Trakten runt Favre Bjerg är nära nog obefolkad, med mindre än två invånare per kvadratkilometer. Det finns inga samhällen i närheten. Trakten runt Favre Bjerg är permanent täckt av is och snö.